# Goldtrompetenbaum
Der Goldtrompetenbaum (Handroanthus chrysotrichus, Syn.: Tabebuia chrysotricha) ist eine Pflanzenart aus der Gattung Handroanthus innerhalb der Familie der Trompetenbaumgewächse (Bignoniaceae). Die Art kommt im nordöstlichen Argentinien und östlichen bis südöstlichen Brasilien vor. Sie wird weltweit als Zierpflanze genutzt. Sie ist Handroanthus ochraceus sehr ähnlich und wird oft mit ihr verwechselt.

## Beschreibung

### Vegetative Merkmale
Handroanthus chrysotrichus wächst als laubabwerfender Baum, der Wuchshöhen von bis zu 10 Metern und Stammdurchmesser von bis zu 40 Zentimetern erreicht. Die grobe Borke ist braun-grau und furchig.
Die gegenständig angeordneten Laubblätter sind in Blattstiel und -spreite gegliedert. Der Blatt- und die Blättchenstiele sind fein bräunlich behaart. Die zusammengesetzt handförmig Blattspreite besitzt bis zu fünf Blättchen. Die gestielten und leicht lederigen, verkehrt-eiförmigen bis elliptischen Blättchen sind unterseits heller, meist ganzrandig oder an der bespitzten bis stumpfen Spitze schwach gezähnt. Sie sind beidseits schuppig und oberseits schwach und unterseits stärker behaart.

### Generative Merkmale
In endständigen und kompakte, rispige Blütenstände sind wenige fast sitzende Blüten angeordnet.
Die zwittrige Blüte ist fünfzählig mit doppelter Blütenhülle. Der röhrige und dicht bräunlich behaarte Kelch mit kleinen Zipfeln ist bis 2 Zentimeter lang. Die gelbe, große, glocken-, trichterförmige, bis 7,5 Zentimeter lange Krone besitzt im Schlund rötliche, streifige Saftmale. Die rippige Krone ist außen leicht und am Schlund stärker, länger behaart. Die relativ kurzen Staubblätter sind didynamisch und eingeschlossen, ein reduziertes Staminodium kann vorkommen. Der Fruchtknoten ist oberständig, der Griffel ist eingeschlossen. Es ist ein Diskus vorhanden.
Die dicht pelzig, bräunlich behaarten Kapselfrüchte sind bei einer Länge von bis zu 38 Zentimetern linealisch und beidseits zugespitzt. Die kleinen Samen sind geflügelt. Die Früchte bleiben noch lange stehen.

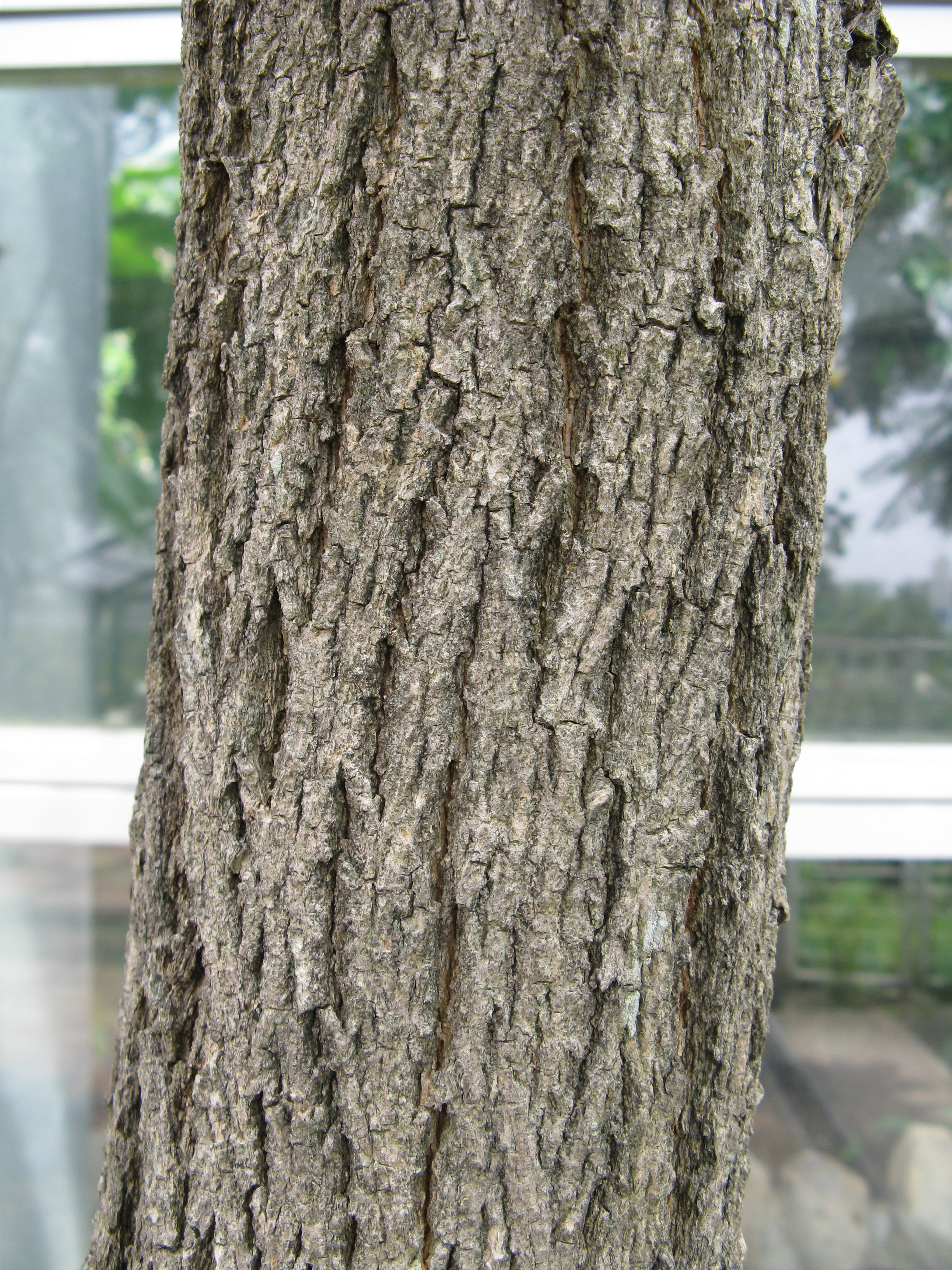
Stamm und Borke
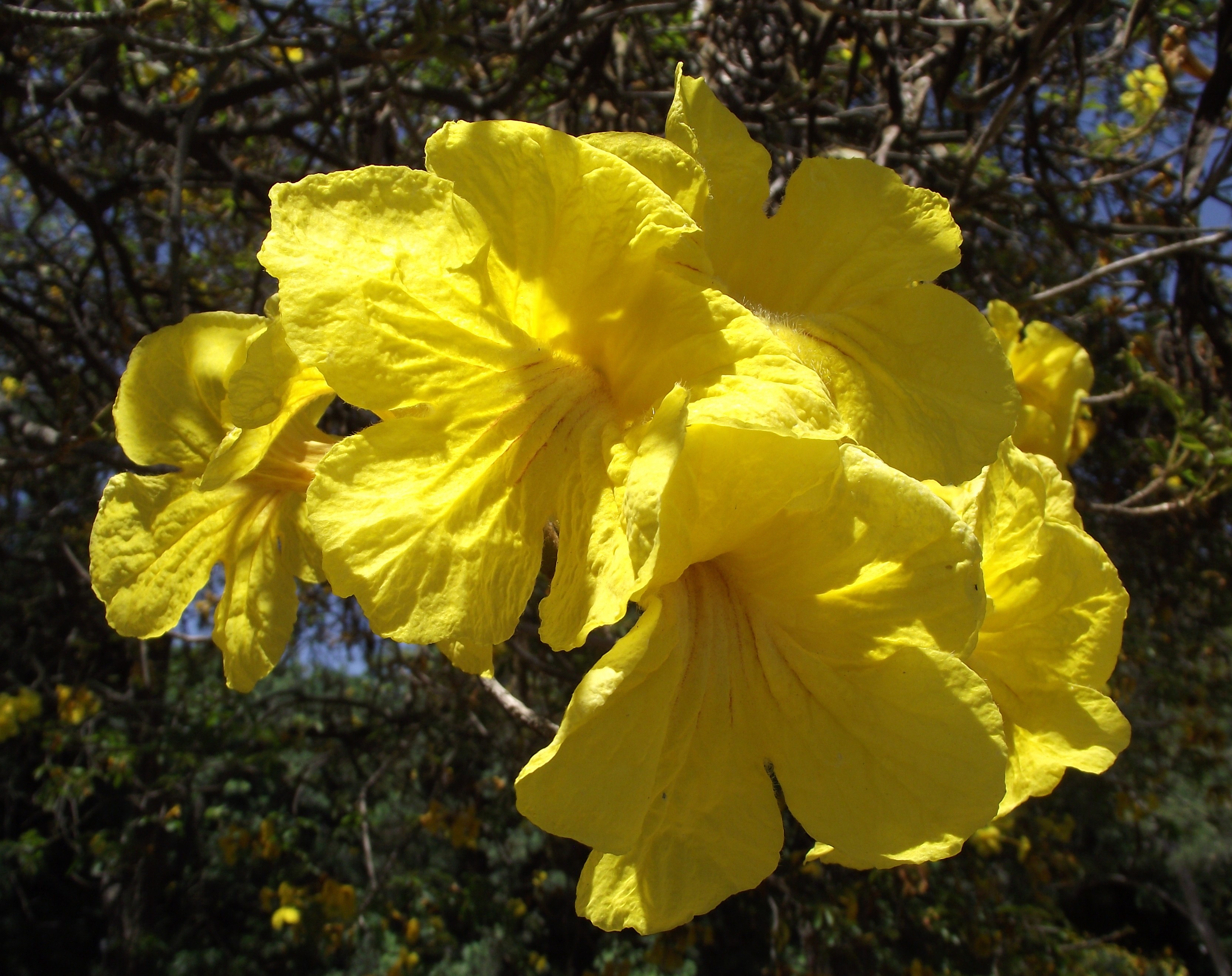
Blüten
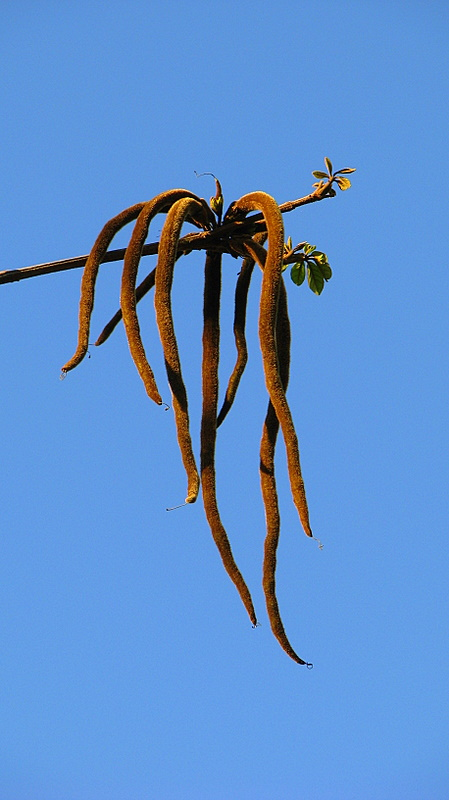
Früchte

## Taxonomie
Die Erstbeschreibung erfolgte 1845 unter dem Namen (Basionym) Tecoma chrysotricha durch Augustin-Pyrame de Candolle nach Carl Friedrich Philipp von Martius in Prodromus Systematis Naturalis Regni Vegetabilis ... Band 9, Seite 216. Die Neukombination zu Handroanthus chrysotrichus (Mart. ex DC.) Mattos wurde 1970 durch Joáo Rodrigues de Mattos in Loefgrenia, Band 50, Seite 2 veröffentlicht.

## Verwendung
Das Holz ist hart und beständig, es ist ähnlich wie jenes von Handroanthus impetiginosus.